# Torbido
Il fiume Torbido (Trùbbulu o Folèti in dialetto calabrese), è una fiumara del versante ionico della provincia di Reggio Calabria che dà il nome a tutta la valle su cui scorre (vallata del Torbido). 
Anticamente conosciuto anche come Sagra (Dal libro: "L'enigma delle arti asittite nella Calabria ultra-mediterranea" di Nik Spatari), Proteriate e Turbolo.

## Geografia
Nasce in località Stimpato, alle spalle del monte San Nicodemo, ai confini tra i comuni di Mammola e di San Giorgio Morgeto. Attraversa il territorio dei comuni di Mammola, Gioiosa Ionica, Grotteria e Marina di Gioiosa Jonica, sfociando infine nel mar Ionio, tra Marina di Gioiosa Ionica e Siderno. Gli affluenti più importanti del Fiume Torbido sono: Torrente Salino, Torrente Macariace, Fiume Chiaro, Fiume Neblà, Fiumara Caturello, Fiumara Zarapotamo e Fiumara Gallizzi. 
Il suo percorso nel territorio del comune di Mammola, fino alla confluenza della fiumara Neblà, ricade all'interno del Parco nazionale dell'Aspromonte.

## Storia
L'ampiezza del suo greto, soprattutto nella parte finale, insieme con elementi geologici ed archeologici, hanno avvalorato l'ipotesi, sostenuta da molti studiosi, che un tempo il fiume fosse navigabile. Alcuni ritengono anche che vi si sia svolta la battaglia della Sagra, nella quale i Locresi alleati con i Reggini sconfissero i Crotoniati: la precisa localizzazione sarebbe in prossimità del promontorio dell'antico monastero di Santa Barbara. L'identificazione dell'attuale Torbido con l'antica Sagra è tuttavia ancora dibattuta (si pensa ad esempio anche all'Allaro). 

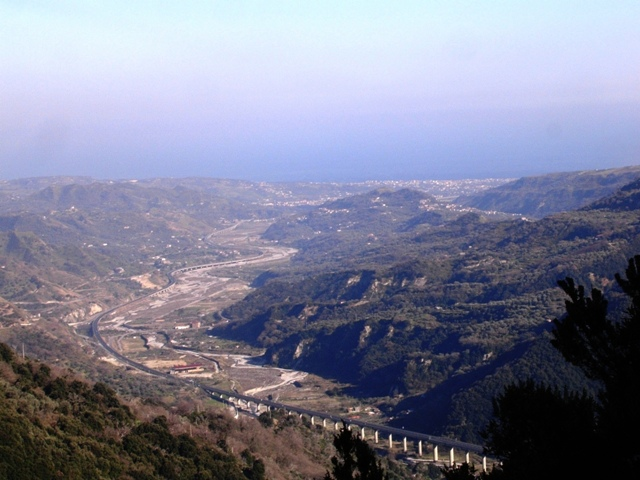
Fiume e vallata del Torbido, panorama dal monte San Nicodemo

Anticamente, il corso del fiume Torbido costituiva una grande via di comunicazione tra il territorio dl'antica Magna Grecia della Locride e il mar Tirreno: percorrendo il Sentiero dei Greci, attraverso il passo Sella o Seja ("via più breve" in dialetto), passando per il monte San Nicodemo e il passo della Limina, proseguendo il sentiero sul fiume Sciarapotamo nell'altro versante per raggiungere Medma (Rosarno) e Hipponion (Vibo Valentia). Ancora oggi, il letto del fiume Torbido e il passo Sella sono utilizzati, da numerosi escursionisti, amanti della natura, turisti e devoti di San Nicodemo per raggiungere a piedi il Santuario di San Nicodemo e il Passo della Limina, percorrendo l'antico Sentiero dei Greci. 
Lungo il fiume Torbido, la strada di grande comunicazione Jonio-Tirreno SS 682 (Gioiosa-Rosarno), poggia su enormi piloni, fino alla galleria Limina.
Lungo il fiume Torbido si trovano importanti siti di interesse archeologico, storico, culturale, artistico e naturalistico che meritano di essere visitati: l'ex Miniera Macariace, la Grancia di San Biagio, il Parco Museo Santa Barbara ex Monastero, la Chiesa di Santo Stefano e la Villa Romana del Naniglio.

## Economia
Il Torbido, con i suoi numerosi affluenti, è sempre stato un importante fattore di sostegno economico per le popolazioni della Vallata. Le colline che si affacciano sul Torbido sono coltivate ad ulivo, vite e castagno, mentre, più a valle, nei grandi poderi ricavati nel letto del fiume, si coltivano ottime qualità di agrumi ed ortaggi.
Lungo le sue rive dell'ampio alveo, caratterizzato dall'enorme quantità di materiale inerte di ghiaia e pietrame, di ottima qualità, che viene usato nell'attività edilizia dell'intero comprensorio.